# Лисичанский мясокомбинат
Лисичанский мясокомбинат — предприятие в городе Лисичанск Луганской области Украины.

## История
Лисичанский мясокомбинат был построен в соответствии с девятым пятилетним планом развития народного хозяйства СССР и введён в эксплуатацию в ноябре 1973 года. В марте 1974 года он достиг проектной мощности.
В целом, в советское время мясокомбинат входил в число ведущих предприятий города.
После провозглашения независимости Украины государственное предприятие было преобразовано в закрытое акционерное общество.
По состоянию на начало 2010 года мясокомбинат по-прежнему входил в число крупнейших действующих промышленных предприятий города и являлся одним из трёх крупнейших мясокомбинатов на территории Луганской области, однако начавшийся в 2008 году экономический кризис осложнил положение комбината, и в 2010 году он остановил производство, а в декабре 2010 года по иску Пенсионного фонда было возбуждено дело о его банкротстве.
23 июня 2011 года хозяйственный суд Луганской области признал ЗАО «Лисичанский мясокомбинат» банкротом.

## Деятельность
В общей сложности, предприятие выпускало 200 наименований мясных продуктов (мясо, колбасные изделия, мясные полуфабрикаты и др.). 
В 2010 году производственные мощности мясокомбината составляли 12 тонн продукции в сутки.